# Mycobacterium chelonae
Mycobacterium chelonae es una especie de micobacteria que, junto con M. abscessus, M. immunogenum, M. bolletii, M. massiliense y M. salmoniphilum, forma parte del clado de M. chelonae. La cepa tipo es la ATCC 35752.

## Microbiología
Es una bacteria ácido-alcohol resistente, por lo que los bacilos se ven de color rojo al realizarse la tinción de Ziehl-Neelsen. Pertenece al grupo IV (micobacterias de crecimiento rápido) de la clasificación de Runyon; se puede cultivar (óptimamente a 28-30 °C) en 3-7 días en medios de micobacterias como el de Löwenstein-Jensen o el de Middlebrook, en los que da colonias no pigmentadas. Además, se pueden usar medios líquidos u otros no específicos de micobacterias como el agar sangre. Aunque se identificó por primera vez en tortugas, se aísla sobre todo en el suelo y agua.

## Enfermedad

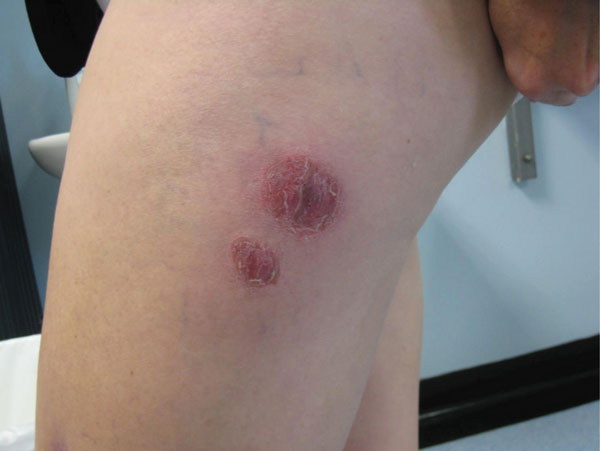
Abscesos producidos por M. chelonae en una persona que había recibido biomesoterapia, una pseudoterapia. Las lesiones están sobre los puntos de inyección.

Aunque se han descrito infecciones pulmonares similares a la tuberculosis y cuadros diseminados con abscesos, afectación visceral y fiebre de origen desconocido, M. chelonae se relaciona principalmente con infecciones de la piel y tejidos blandos como celulitis o abscesos. Se considera que la acupuntura, la mesoterapia, la realización de tatuajes, la cirugía y las liposucciones son prácticas de riesgo. En cuanto al tratamiento, es resistente a todos los antibióticos antituberculosos, pero suele ser sensible a macrólidos, fluorquinolonas, cefoxitina y tobramicina.

## Taxonomía
Es una especie similar a otras micobacterias como M. abscessus, que incluso llegó a considerarse sinónima por algunos autores. En 1972, Kubica et al. propusieron dos subespecies, M. chelonae subsp. chelonae y M. chelonae subsp. abscessus; sin embargo, otros análisis posteriores de 1986 y 1992 volvieron a separar los dos taxones como especies independientes. Kim et al. identificaron en 2017 una nueva subespecie, Mycobacterium chelonae subsp. bovis, aislada en tres especímenes de hanu (Bos taurus coreanae) y, al año siguiente, otra más llamada Mycobacterium chelonae subsp. gwanakae obtenida del esputo de tres pacientes.

## Etimología
El nombre de la especie proviene de chelōnē, palabra griega que significa «tortuga». En 1903, el investigador alemán Friedrich Friedmann aisló este patógeno del tejido pulmonar de la tortuga boba (Chelona corticata, actualmente llamada Caretta caretta), al que se refería como «bacilo tuberculoso de la tortuga». La American Society for Microbiology recomendó en 1920 que este microorganismo fuera nombrado Mycobacterium friedmannii por su descubridor, aunque Bergey et al., en 1923, listaron la bacteria como Mycobacterium chelonei en la primera edición del Bergey’s Manual of Determinative Bacteriology. La ortografía cambió a su forma actual, M. chelonae, en la década de 1980 para hacerla consistente con el uso general.